# جيلا بني يعقوب
جيلا بني يعقوب (أو زيلا بنى يعقوب كما يدعونها في اللغة الفارسية) ولدت 21 أغسطس 1970, وهي صحفية إيرانية وناشطة في مجال حقوق المرأة، وهي رئيس تحرير الموقع الإلكترونى كانون زنان الإيرانى والذي يتمحور حول المرأة الإيرانية. تزوجت بنى يعقوب من صحفى زميل-باهمان أحمدي أموي- والذي يعمل محرراً في سرماية وهي صحيفة تجارية.

## الصحافة
بدأت بنى يعقوب العمل في الصحافة حيث عملت بصحيفة همشهري اليومية وكانت لا تزال طالبة في جامعة العلامة طباطبائي. ركزت على قضايا المرأة منذ بداية مسارها المهنى برغم تسبب ذلك في طردها من وظائف متنوعة. لقد تناولت عدة بلدان ومنها أفغانستان ولبنان وسوريا كما أنها عملت بسلسلة من الصحف الموالية للإصلاح والتي حظرت الحكومة معظمها فيما بعد. وكتبت أثناء عملها في صحيفة الإصلاح سرماية جزء يبلغ عن قضايا المرأة الاقتصادية. وقد ألغت إدارة الصحيفة الأكثر تحفظاً هذا القسم عام 2008.
سجنتها السلطات الإيرانية لأول مرة في يونيه 2006 أثناء إبلاغها عن اعتداءات قوات الأمن على مسيرة لحقوق المرأة، واتهمتها السلطات بالتصرف ضد الأمن القومى والمشاركة في مظاهرات غير قانونية ولكنها حصلت على براءة في يناير 2007.
في 8 مارس 2007, قبض عليها مجدداً خلال مسيرة ليوم المرأة العالمى والتي عقدت بالقرب من مبنى البرلمان الإيرانى، ونقلت إلى سجن إيفين وتم استجوابها وهي معصوبة العينين في- قسم 209- قسم سيئى السمعة وهو مركز اعتقال الشرطة السرية الإيرانية. تم حجزها لمدة أسبوع ثم كتبت لاحقاً كتاب عن تجربتها.
وفي عام 2008, سجنت لثالث مرة لتغطيتها مسيرة نسائية وكانت متهمة بتعطيل النظام العام وعدم طاعة أوامر الشرطة والدعاية ضد النظام الإسلامى.

## اعتقال 2009
ابتداءاً من يونيه 2009, شهدت إيران احتجاجات واسعة النطاق وتبعها الانتخابات المتنازع عليها التي أعيد انتخاب الرئيس محمود أحمدي نجاد وسط اتهامات بالتزوير. في ليلة 20 يونيه تم القبض على بنى يعقوب وزوجها من منزلهم بواسطة رجال شرطة يرتدوا لبس مدنيين كجزء من حملة عامة على الصحفيين. قبض على أموى في ذاك العام بتهمة التجمع والتآمر من أجل إخلال الأمن القومى ونشر دعاية ضد النظام وإهانة الرئيس. وفي عام 2010, أدينت بنى يعقوب وحوكمت بتهمة نشر دعاية ضد النظام وإهانة الرئيس، ومنعتها المحكمة من ممارسة مهنة الصحافة لمدة ثلاثين عاماً وحكمت عليها بالسجن لمدة عام.
وفي يوم 2 سبتمبر 2009, تم استدعائها لسجن إيفين لبدء محاكمتها وصنفتها محكمة العفو الدولية بأنها سجينة رأى أي محتجزة لمجرد ممارستها السلمية لحقها في حرية التعبير. وطالبت بالإفراج عنها والسماح لها باستئناف مهنتها.

## الجوائز
في عام 2009, منحت المؤسسة الإعلامية الدولية للمرأة لبنى يعقوب جائزة الصحافة مكافأةً على شجاعتها.مقرين بأنها أبلغت عن الحكومة والظلم الإجتماعى دون خوف لا سيما أنهم يؤثرون على المرأة. في العام التالي، حازت على جائزة حرية الكلام من مراسلون بلا حدود.

## روابط خارجية
- Focus on Iranian Women website